# 베를린 괴를리츠역

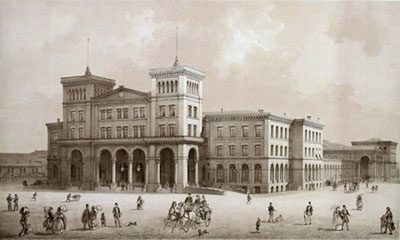

괴를리츠역(Görlitzer Bahnhof)은 브란덴부르크주의 콧부스와 슐레지엔(1945년부터는 작센주)의 괴를리츠간 주연결을 담당했던 베를린 철도 종착역의 이름이다.
이 역사적인 철도역의 이름을 따서 "괴를리츠역 (베를린 지하철)"이 명명되었으며 이 역은 주변 다른 지역에 위치해 있다.